# Fasa (Stadt)
Fasa (persisch فسا) ist eine Stadt und das Verwaltungszentrum des gleichnamigen Verwaltungsbezirk Fasa in der in iranischen Provinz Fars.
Die Stadt hat nach der Bevölkerungsstatistik des Jahres 2012 etwa 95.100 Einwohner.

## Bildung
Am Ort befinden sich vier Universitäten:
1. Islamic Azad University of Fasa[3]
2. Fasa University of Medical Sciences[4]
3. Fasa Payam Noor University[5]
4. Fasa Institution (Centre) of High Education[6]